# Johannes Christianus Roedig

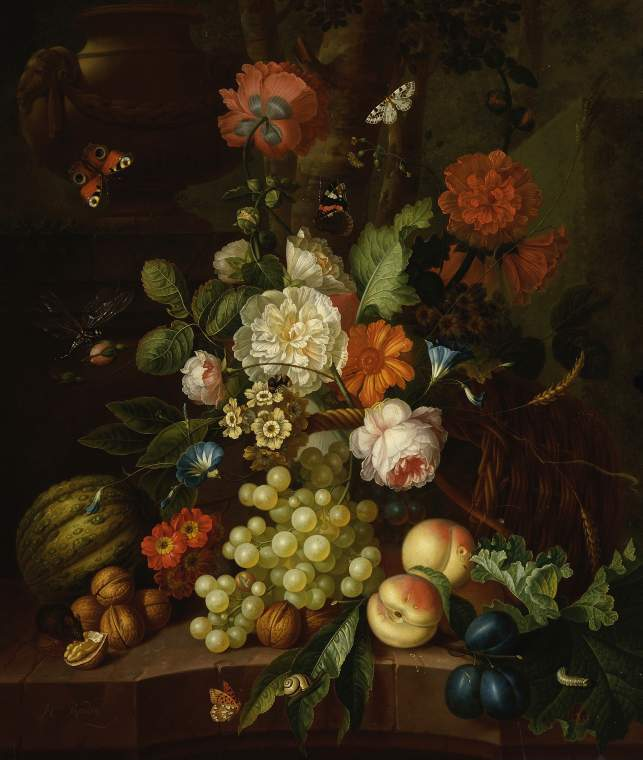
Stilleven met fruit en bloemen, Fitzwilliam-Museum, Cambridge.

Johannes Christianus "Johan" Roedig (Den Haag, 28 april 1750 – aldaar, 14 mei 1802) was een Nederlands kunstschilder, bekend door zijn stillevens.

## Leven en werk
Roedig was een leerling van Dirk van der Aa en een navolger van Jan van Huijsum. Hij schilderde vooral realistische bloem- en vruchtenstillevens, met veel aandacht voor de kleurcompositie. In 1782 werd hij leraar en later ook secretaris aan de Haagsche Teekenacademie, de voorloper van de Koninklijke Academie van Beeldende Kunsten. Daar was hij de leermeester van onder anderen Elisabeth Georgine Hogenhuizen en Abraham Teixeira de Mattos.
Veel van zijn werk bevindt zich in particulier bezit, vaak van Amerikaanse en Engelse verzamelaars. In Nederland komt zijn werk relatief weinig op de markt.